# Bernard van Risen Burgh

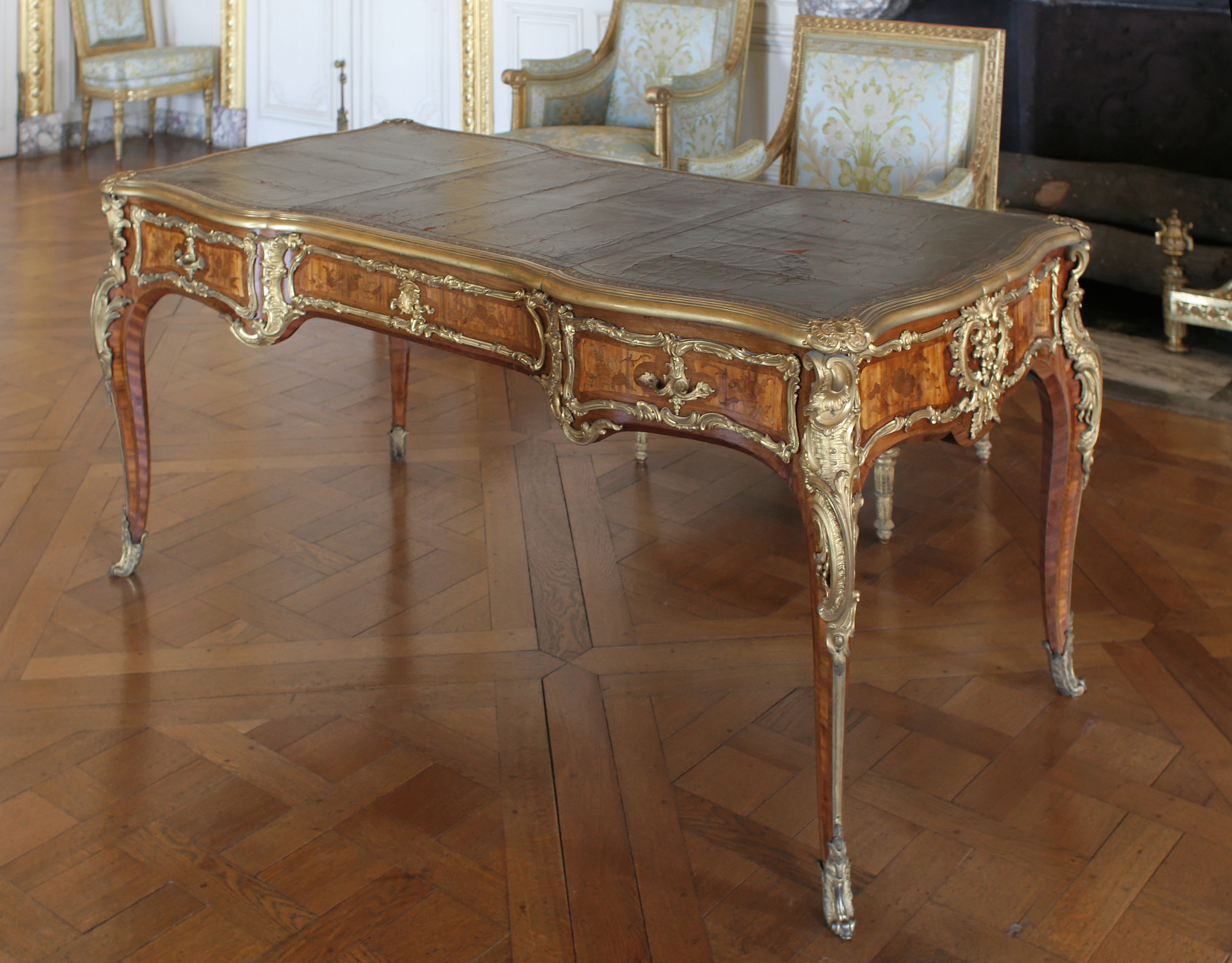
Bureau plat por Bernard van Risen Burgh, entregado en 1745 al Grand cabinet du Dauphin, Versailles

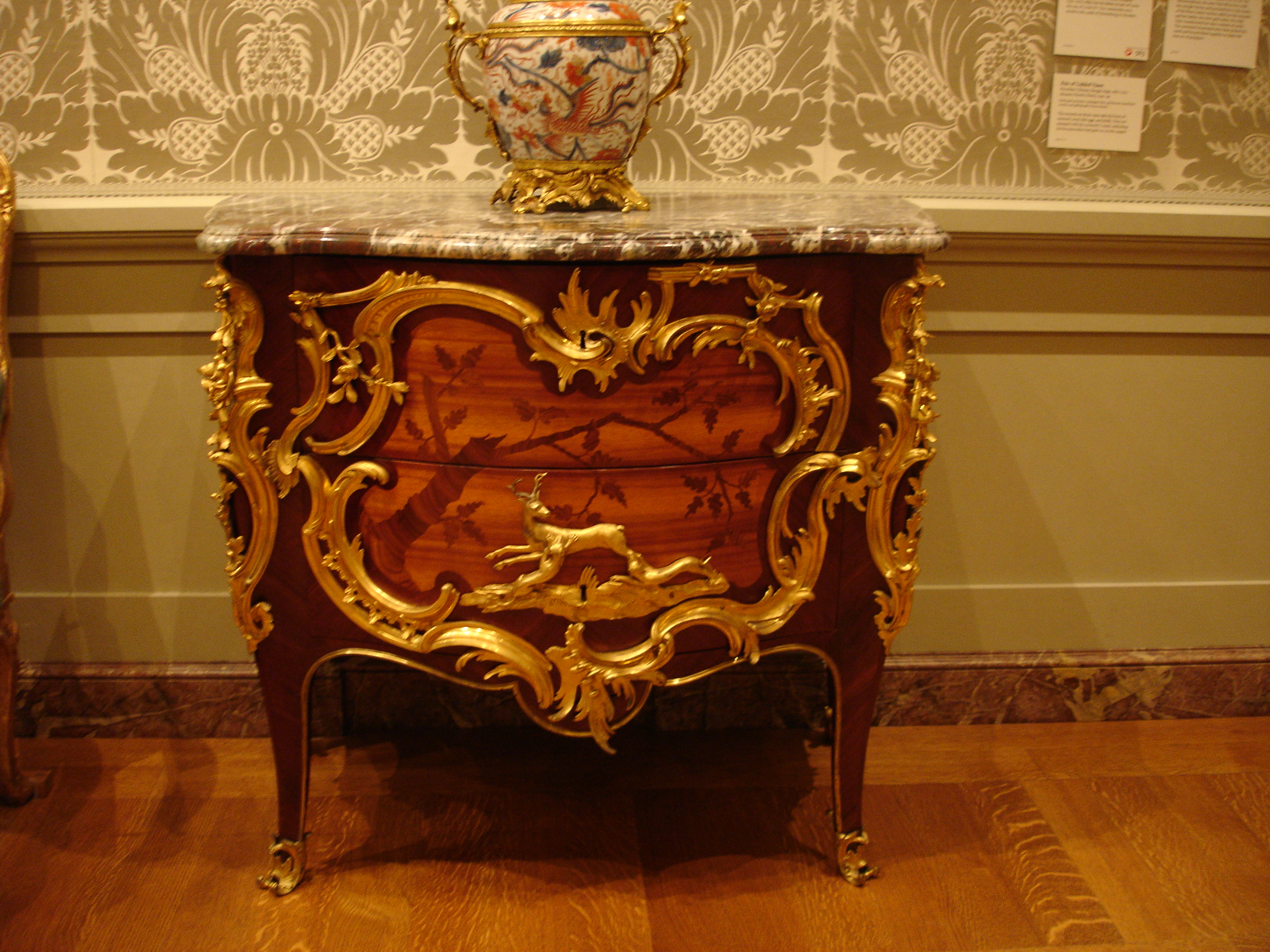
Una de las cómodas por Bernard van Risen Burgh, c1750 (Museo J. Paul Getty)

Bernard II van Risamburgh, a veces nombrado Risen Burgh (activo desde 1730 — después de febrero de 1767) fue un ebanista parisino de origen neerlandés y francés, de los más destacados del estilo Rococó. Fue uno de los grandes maestros del estilo desarrollado durante el reinado de Luis XV." (Watson 1966:560f); "sin duda uno de los grandes maestros del siglo XVIII " (Theodore Dell, The Frick Collection. V. Furniture, 1992:294). 

Su padre, Bernard I van Risamburgh,  (muerto en 1738), nacido en la provincia neerlandesa de Groningen, ya trabajaba en París en 1696, vivía en el distrito de los ebanistas Faubourg Saint-Antoine, y se casó con una francesa. Las iniciales de Bernard II BVRB, impresas en sus muebles de acuerdo con la normativa, dificultan actualmente la determinación de la autoría 

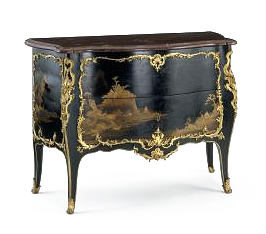
Cómoda lacada por Bernard II van Risenburgh, París, ca 1750-60 (Victoria and Albert Museum)